# Coenonympha triocellata
Coenonympha triocellata är en fjärilsart som beskrevs av Charles Oberthür 1910. Coenonympha triocellata ingår i släktet Coenonympha och familjen praktfjärilar. Inga underarter finns listade i Catalogue of Life.